# Со (податок)
Со (яп. 租, そ, «зернове», «врожайне») — один з основних податків в стародавній Японії 7 — 10 століть, часів системи ріцурьо.
Накладався на власника іменного, ранґового, жалуваного чи заслуженого земельного наділу на користь центральної або регіональної адміністрації.
На 1 тан наділу слід було сплачувати 2 снопи і 2 в'язки (згодом 1 сніп і 5 в'язок) рису, що становило, як правило, 3 % врожаю.
Такий податок називався «правильним» (正税, сьодзей) і збирався центральні «правильні комори» (正倉). Його сплачували щороку і він був основним джерелом збагачення провінцій. Отримуване зерно влада часто використовувала для лихварських операцій, позичаючи його населенню під високі відсотки.